# کارل مور
کارل مور (آلمانی: Karl Friedrich Mohr؛ ۴ نوامبر ۱۸۰۶ – ۲۸ سپتامبر ۱۸۷۹) یک شیمی‌دان اهل آلمان بود. 